# アメリカン・シンカー
『アメリカン・シンカー』（American Thinker）は保守的な観点からアメリカ合衆国の政治を批評している、日刊のオンラインマガジン。